# Politológusok listája
Ismert politológusok:
| Ábécé szerinti tartalomjegyzék                                                                           |
| --- |
| A, Á B C Cs D Dz Dzs E, É F G Gy H I, Í J K L Ly M N Ny O, Ó Ö, Ő P Q R S Sz T Ty U, Ú Ü, Ű V W X Y Z Zs |

## A, Á
- Ágh Attila
- Arató Krisztina

## B
- Bayer József
- Bihari Mihály
- Bíró-Nagy András
- Norberto Bobbio
- Berényi Zoltán
- Boda Zsolt
- Boros Tamás
- Bozóki András
- Böcskei Balázs

## C
- Jacek Cichocki
- Ceglédi Zoltán

## Cs
- Csizmadia Ervin
- Edvin Kanka Ćudić

## D
- Dányi Endre
- Bohumil Doležal
- Anthony Downs
- Deák Dániel
- Dúró Dóra

## E, É
- Jon Elster
- Enyedi Zsolt

## F
- Fekete Sándor
- John Ferejohn
- Morris P. Fiorina
- James S. Fishkin
- Fodor Attila
- Franczel Richárd
- Fricz Tamás
- Filippov Gábor
- Farkas Örs
- Francis Fukuyama

## G, Gy
- Gallai Sándor
- Gajduschek György
- G. Fodor Gábor
- Giró-Szász András
- Gombár Csaba
- Greskovits Béla

## H
- Hajnal György
- Samuel P. Huntington

## I, Í
- Ilonszki Gabriella
- Izmindi Richárd

## K
- Karácsony Gergely
- Richard S. Katz
- Kéri László
- Kis János
- Kiss Viktor
- Henry Kissinger
- Kiszelly Zoltán
- Hans-Dieter Klingemann
- Kovács János
- Körösényi András
- Kulcsár Kálmán
- Kumin Ferenc
- Kurtán Sándor

## L
- Lakner Zoltán
- Lánczi András
- László Róbert
- Lengyel László
- Lesti Árpád
- Löffler Tibor
- Arend Lijphart
- Seymour Martin Lipset
- Lánczi Tamás

## M
- Peter Mair
- Mathew D. McCubbins
- Mráz Ágoston Sámuel

## N
- Nagy Attila Tibor
- Navracsics Tibor
- Pippa Norris

## O, Ó
- Elinor Ostrom

## P
- Paczolay Péter
- Papp Zsolt
- Pesti Sándor
- Pócza Kálmán
- Pokol Béla
- Adam Przeworski
- Pétervári Zsolt

## S
- Sándor Péter
- Anne E. Sartori
- Giovanni Sartori
- Schlett István
- Philippe C. Schmitte
- Ian Shapiro
- Kenneth A. Shepsle
- Simon János
- Theda Skocpol
- Somogyi Zoltán
- Stumpf István

## Sz
- Szabó Andrea
- Szabó Márton
- Szabó Máté
- Szűcs Zoltán Gábor
- Szabó Tibor

## T
- Tóka Gábor
- Tóth Csaba
- Tölgyessy Péter
- Török Gábor
- Takács Izolda

## V
- Vass László (1952)
- Sidney Verba

## Z
- Zárug Péter Farkas